# Pseudomys apodemoides
Pseudomys apodemoides es una especie de roedor de la familia Muridae
El cuerpo mide entre 65-80 mm, la cola mide entre 90-110 mm. Pesan entre 16-22 gramos. They have light brown and grey fur on their backs, and white fur on their bellies.
Son nocturnos. Pasan el día en sus madrigueras. Se alimentan de semillas, néctar, frutas, hongos. Viven hasta dos años. Se encuentran sólo en Australia.